# Prince Moulay Abdellah Stadium
Stadio Prince Moulay Abdellah, è uno stadio di calcio in costruzione, fa parte di un complesso sportivo più grande che include anche uno stadio olimpico, un'arena coperta chiamata Salle Moulay Abdellah e una piscina olimpionica a Rabat, in Marocco . Prende il nome dal principe Moulay Abdellah del Marocco e il suo completamento è previsto per il 2025.
La struttura è stata costruita principalmente per ospitare partite di calcio e dispone di aree VIP e di ospitalità dotate dei più recenti progressi tecnologici. Completato per la fine del 2025, lo stadio ospiterà la Coppa d'Africa del 2025 e la Coppa del Mondo FIFA del 2030, mentre lo stadio olimpico annesso che ospita l'annuale Meeting Internazionale di Atletica Mohammed VI di Rabat .

## Specifiche dello stadio
Lo stadio di calcio all'interno del complesso sportivo dispone di posti a sedere riservati per le aree VVIP e VIP, lounge VIP, una lounge VVIP, quattro lounge hospitality e una tribuna stampa, oltre all'area di seduta generale. Il campo da gioco è dotato di un manto erboso ibrido naturale di ultima generazione, che combina erba naturale e fibre sintetiche. All’interno dello stadio sono presenti quattro spogliatoi attrezzati con dotazioni all'avanguardia per i giocatori. Inoltre, il complesso sportivo dispone di un parcheggio riservato con capacità per 5.200 auto.

## Collegamenti di trasporto
L'infrastruttura di trasporto esistente dello stadio è stata potenziata con miglioramenti ai collegamenti sia a livello locale che nazionale. Oltre all'ampliamento delle strade già esistenti che portano alla sede dell'impianto, sono state costruite nuove strade e autostrade nell’area circostante di Rabat per accogliere il numero crescente di tifosi che accedono allo stadio. Inoltre, è stata realizzata una nuova linea tranviaria che collega direttamente lo stadio alla città di Casablanca.
Il progetto è stato pianificato in due fasi: la prima prevede la posa di 23,7 km di nuovi binari entro il 2028, seguita da ulteriori 21,3 km di binari entro il 2030. Infine, un secondo terminal ferroviario è stato assegnato all’Aeroporto Rabat–Salé, offrendo un collegamento diretto tra la capitale Rabat e le città marocchine di Kenitra e Marrakech.